# Valparaíso (tỉnh)
Tỉnh Valparaíso là một tỉnh thuộc vùng Valparaíso, Chile. Theo điều tra dân số năm 2002, tỉnh này có dân số 876.022 người.

## Các đô thị
Tỉnh này có 9 đô thị (comuna):
- Valparaíso
- Viña del Mar
- Quilpué
- Villa Alemana
- Concón
- Quintero
- Puchuncaví
- Casablanca
- Juan Fernández